# Morogoro (Distrikt)
Morogoro (auch Morogoro DC genannt) ist ein Distrikt der Region Morogoro mit dem Verwaltungssitz in der Stadt Morogoro. Er grenzt im Nordwesten an den Distrikt Mvomero, im Osten an die Region Pwani, im Süden an den Distrikt Ifakara (TC) und im Westen an die Distrikte Kilosa und Morogoro (MC).

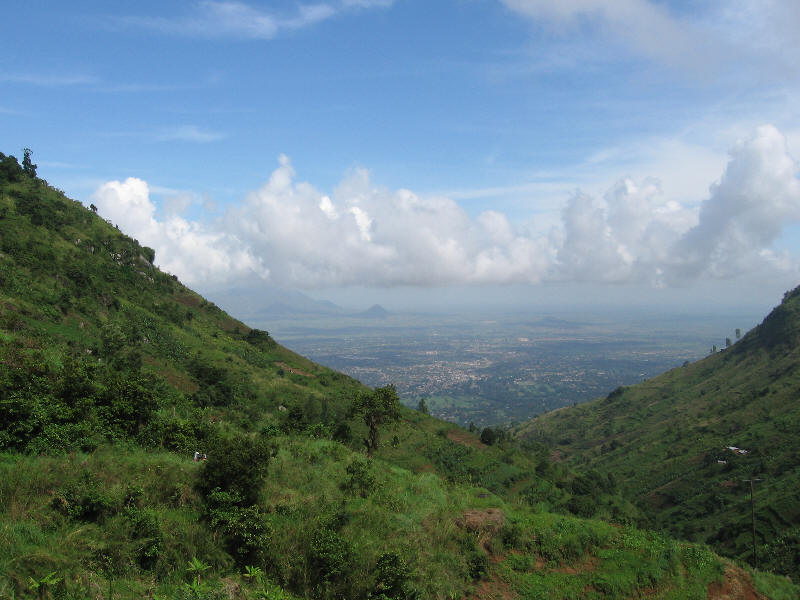
Blick aus dem Uluguru-Gebirge in Richtung der Stadt Morogoro

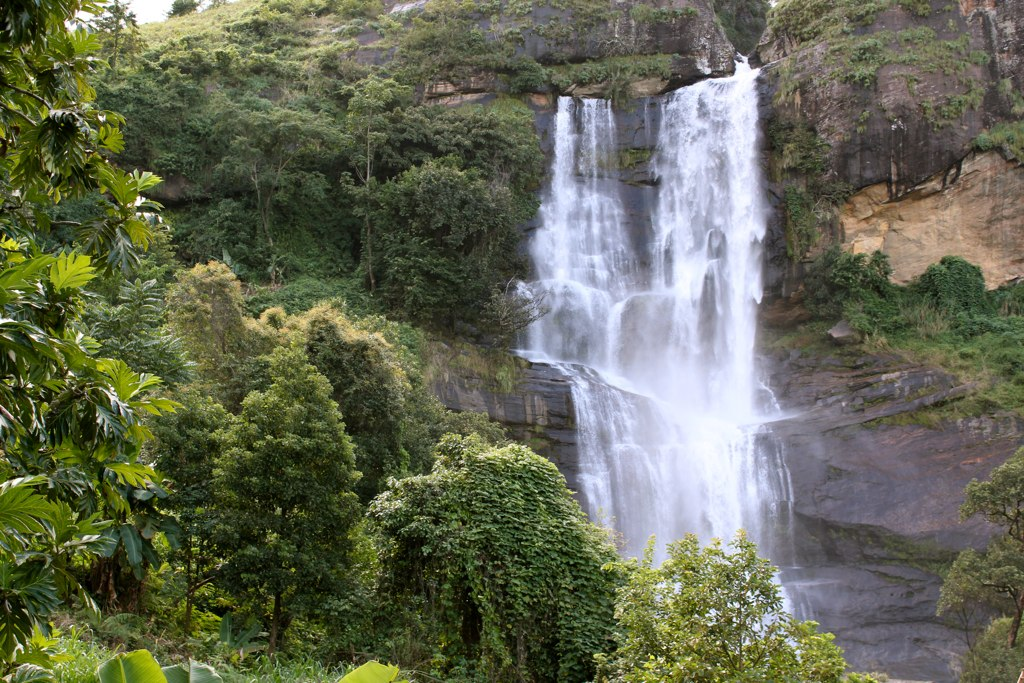
Wasserfall im Uluguru-Gebirge

## Geographie
Der Distrikt Morogoro hat eine Fläche von 11.925 Quadratkilometer und 387.736 Einwohner (Volkszählung 2022). Er liegt im Nordosten der Region Morogoro und lässt sich in drei Zonen gliedern:
- Das Uluguru-Gebirge liegt südlich der Stadt Morogoro, durchzieht den Distrikt von Norden nach Süden und umfasst ein Viertel der Distriktfläche. Der höchste Gipfel erreicht 2630 Meter.[3] Die Niederschläge sind hoch, jährlich fallen 1000 bis 3000 Millimeter Regen.
- Das Mittelgebirge liegt in einer Höhenlage von 600 bis 1200 Meter über dem Meer. Es umfasst den Norden des Distriktes auf etwa einem Fünftel der Landesfläche. Jährlich fallen 1000 bis 2000 Millimeter Niederschläge.
- Das restliche Land ist Savanne in 600 bis 800 Meter Höhe. Sie wird von den Flüssen Mgeta Kafa, Ruvu, Wami, Msongozi, Mbulumi und  Ngerengere durchflossen, der Niederschlag beträgt 900 bis 1200 Millimeter im Jahr.[4]

Das Klima ist abhängig von der Höhenlage, es ist aber größtenteils tropisch, Aw nach der effektiven Klimaklassifikation. Die Durchschnittstemperatur liegt zwischen 20 und 30 Grad Celsius.

## Geschichte
Im Jahr 2005 wurde der Distrikt Mvomero von Morogoro abgetrennt.

## Verwaltungsgliederung
Der Distrikt besteht aus 31 Bezirken (Wards):
- Bungu
- Bwakira Chini
- Bwakira Juu
- Gwata
- Kasanga
- Kibokwa
- Kibuko
- Kibungo
- Kidugalo
- Kinole
- Kiroka
- Kiesemu
- Kolero
- Kisaki
- Konde
- Lundi
- Matuli
- Mikese
- Mkambalani
- Mkulazi
- Mkuyuni
- Mngazi
- Mtombozi
- Mvuha
- Ngerengere
- Selembala
- Singisa
- Tawa
- Tegetero
- Tomondo
- Tununguo

| In Morogoro leben hauptsächlich Bantu. Die Anzahl der Einwohner stieg von 2002 bis 2012 um weniger als zehn Prozent. Von den über Fünfjährigen lag die Analphabetenrate bei 38 Prozent (Stand 2012). Die Grafik rechts zeigt den Vergleich mit dem Stadt-Distrikt Morogoro (MC): | Hier fehlt eine Grafik, die leider im Moment aus technischen Gründen nicht angezeigt werden kann. Wir arbeiten daran! | Hier fehlt eine Grafik, die leider im Moment aus technischen Gründen nicht angezeigt werden kann. Wir arbeiten daran! |

- Erziehung: Im Distrikt befanden sich 157 Grundschulen und 29 weiterführende Schulen (Stand 2019).[9]
- Gesundheit: Für die medizinische Versorgung der Bevölkerung standen im Jahr 2019 fünf Gesundheitszentren und 68 Apotheken zur Verfügung.[9]

## Wirtschaft und Infrastruktur
Von der arbeitenden Bevölkerung sind in Morogoro Land fast achtzig Prozent in der eigenen Landwirtschaft tätig, nur vier Prozent sind Angestellte.

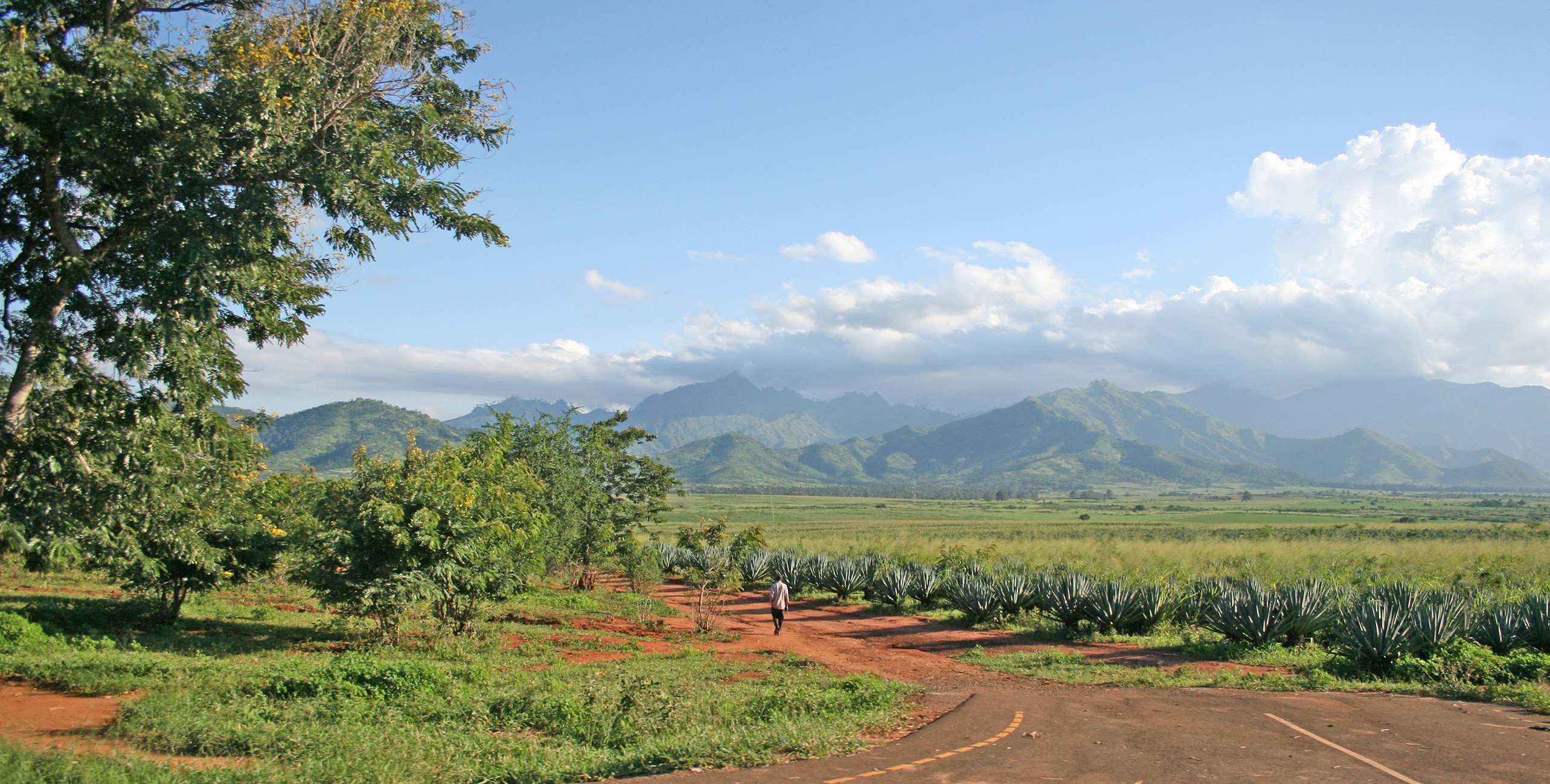
Ackerbau vor dem Uluguru-Gebirge

- Landwirtschaft: Der wichtigste Wirtschaftssektor ist die Landwirtschaft und hier vor allem der Ackerbau. Für den Eigenbedarf werden überwiegend Reis, Mais, Maniok und Hirse angebaut, für den Verkauf Baumwolle und Sisal (Stand 2016).[4] Auch halten 46 Prozent der Haushalte Nutztiere. Die am häufigsten gehaltenen Tiere sind Geflügel und auf dem Land auch Rinder.[11]
- Forstwirtschaft: Sechzig Prozent der Distriktfläche sind von Wald bedeckt. Ein Teil davon ist Schutzwald, der Großteil wird zur Gewinnung von Bauholz, Brennholz oder Holzkohle verwendet.[12]
- Fischerei: Die Fischerei in den Flüssen  Ruvu, Mgeta und Mvuha sowie in Fischteichen spielt eine untergeordnete Rolle. Im Jahr 2015 wurden sechs Tonnen Fisch gefangen.[13]
- Imkerei: Im Jahr 2015 konnten sieben Tonnen Honig geerntet werden.[14]
- Tourismus: Die Hauptattraktionen für den Fremdenverkehr sind der Mikumi-Nationalpark und das Selous Wildreservat.[15]

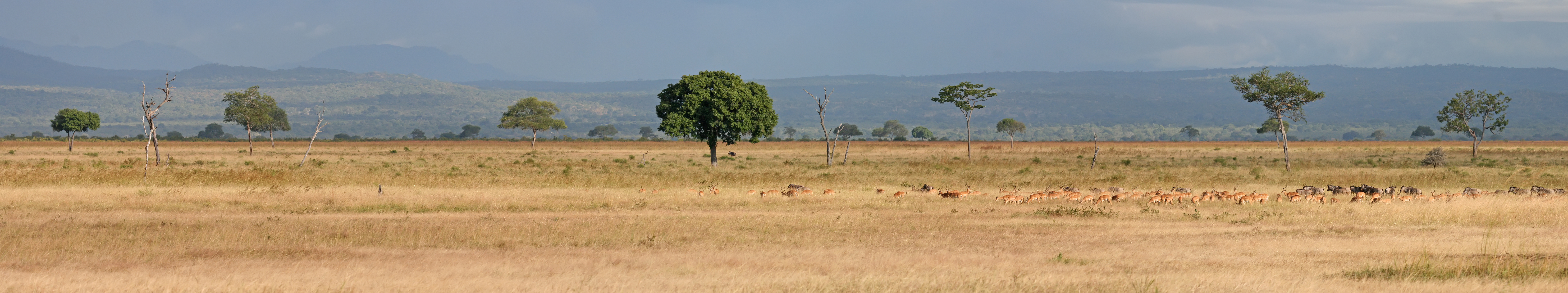
Panorama im Mikuni Nationalpark

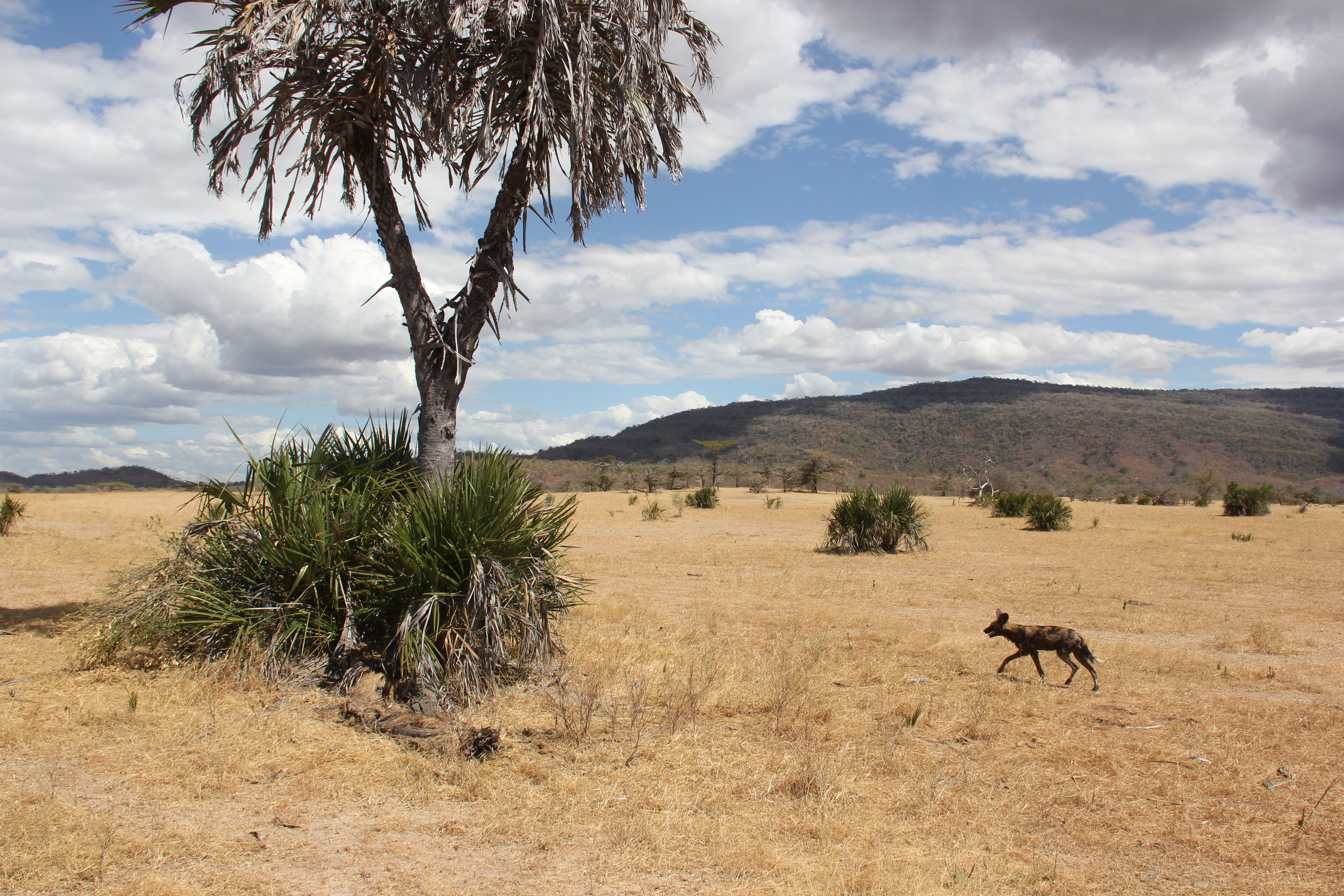
Wildhund im Selous Wildreservat

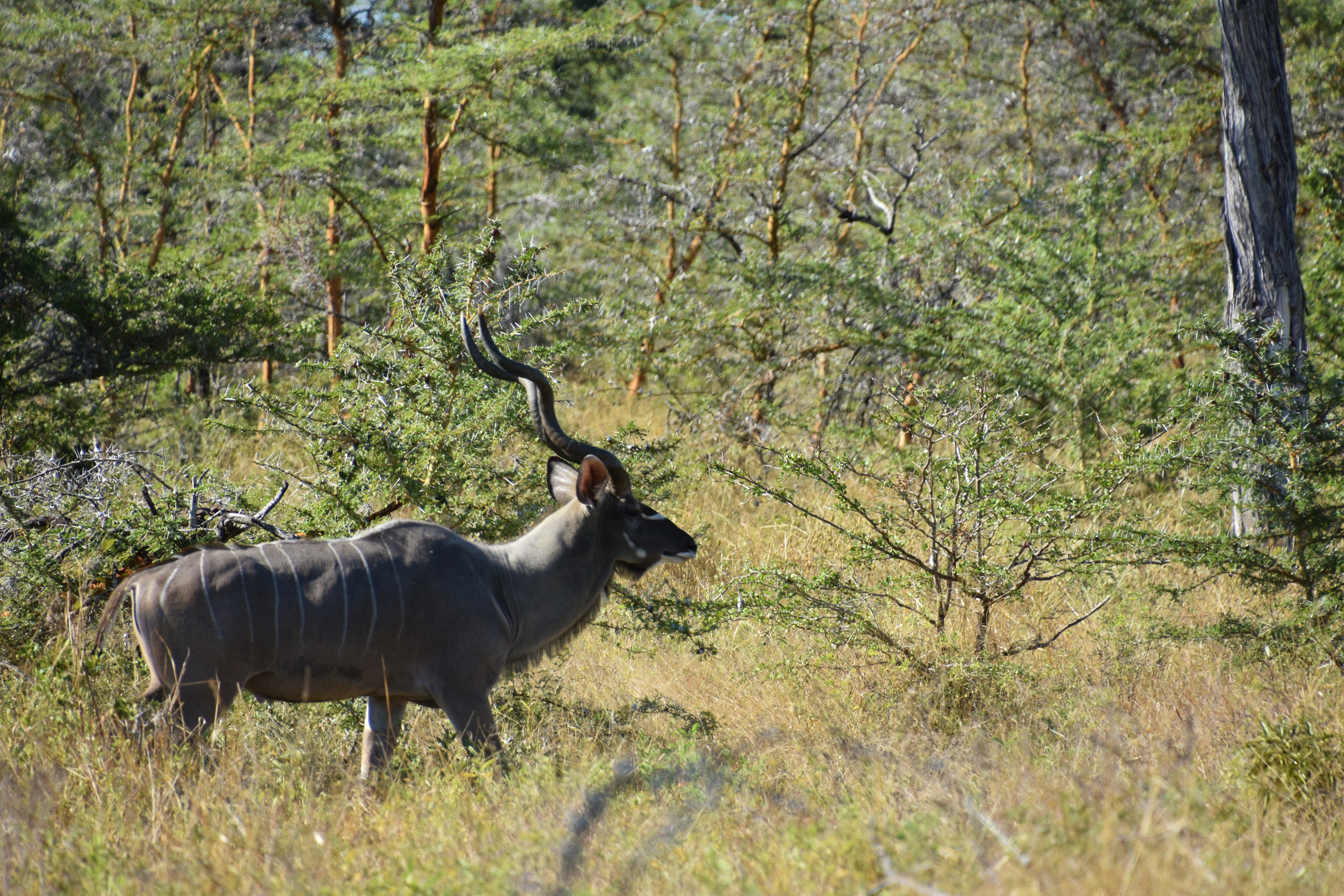
Großer Kudu im Selous Wildreservat

## Sehenswürdigkeiten
- Mikumi-Nationalpark: Dieser 3230 Quadratkilometer große Nationalpark erstreckt sich über Morogoro und seine Nachbardistrikte. Wegen seiner weiten Steppen- und Buschlandschaft sowie seiner großen Waldgebiete und seiner reichen Tierwelt ist er mit den bekannten Parks im Norden Tansanias vergleichbar. Er ist jedoch schwerer erreichbar, wegen seiner außergewöhnlichen Bestände an Elenantilopen und Wildhunden aber sehenswert.[16][17]
- Selous Wildreservat: Dieses 50.000 Quadratkilometer große Reservat erstreckt sich über vier Regionen und wurde im Jahr 1982 zum UNESCO-Welterbe erklärt.[18][19] Neben den Standard Safaris mit Autos bietet der Park auch Boot- und Wandersafaris sowie Rundflüge.[20]